# Divignano
Divignano (Dumian in lombardo e piemontese, pronuncia IPA: [dy'mjaŋ]) è un comune italiano di 1 445 abitanti della provincia di Novara in Piemonte.

## Storia

### Simboli
Lo stemma e il gonfalone del comune di Divignano sono stati concessi con decreto del presidente della Repubblica del 15 marzo 2018
Il gonfalone è un drappo di bianco, bordato d’azzurro.

## Monumenti e luoghi d'interesse
- Chiesa dei Santi Stefano e Rocco

## Cultura

### Biblioteche
È presente la Biblioteca Civica.

## Società

### Evoluzione demografica
Abitanti censiti

## Amministrazione
Di seguito è presentata una tabella relativa alle amministrazioni che si sono succedute in questo comune.
| Periodo        | Periodo        | Primo cittadino    | Partito                            | Carica              | Note  |
| -------------- | -------------- | ------------------ | ---------------------------------- | ------------------- | ----- |
| 17 giugno 1985 | 18 maggio 1990 | Romildo Contini    | Partito Comunista Italiano         | Sindaco             | [ 6 ] |
| 18 maggio 1990 | 24 aprile 1995 | Romildo Contini    | Partito Comunista Italiano         | Sindaco             | [ 6 ] |
| 24 aprile 1995 | 14 giugno 1999 | Romildo Contini    | Partito Democratico della Sinistra | Sindaco             | [ 6 ] |
| 14 giugno 1999 | 24 agosto 2001 | Romildo Contini    | lista civica                       | Sindaco             | [ 6 ] |
| 29 agosto 2001 | 28 maggio 2002 | Mariano Savastano  |                                    | Comm. straordinario | [ 6 ] |
| 28 maggio 2002 | 29 maggio 2007 | Antonio Raso       | lista civica                       | Sindaco             | [ 6 ] |
| 29 maggio 2007 | 7 maggio 2012  | Antonio Raso       | lista civica                       | Sindaco             | [ 6 ] |
| 22 maggio 2012 | 11 giugno 2017 | Daniele Zanotto    |                                    | Sindaco             | [ 6 ] |
| 11 giugno 2017 | 12 giugno 2022 | Gianluca Bacchetta |                                    | Sindaco             | [ 6 ] |
| 12 giugno 2022 | in carica      | Luciano Carlana    |                                    | Sindaco             | [ 6 ] |